# Archeologia della produzione
Con archeologia della produzione si definiscono quelle ricerche che vedono i reperti archeologici nel loro contesto stratigrafico come il risultato di un processo produttivo, ossia del lavoro degli uomini organizzato in una serie più o meno complessa di eventi; in quest'ottica l'obiettivo è la ricostruzione storica delle condizioni di lavoro nelle diverse società e il riconoscimento dei processi culturali connessi. Oltre all'identificazione e allo studio dei materiali e delle tecniche di produzione, rientrano fra le ricerche di archeologia della produzione lo studio delle scelte relative allo sfruttamento delle risorse, l'organizzazione degli spazi e dei tempi di lavoro, l'impatto ambientale, i rapporti fra gruppi sociali e popolazioni in relazione agli esiti del lavoro. Per molti di questi scopi è imparentata con l'archeologia sperimentale anche se ne differisce nei metodi, in quanto non prevede necessariamente di riprodurre pragmaticamente i processi produttivi antichi. 

## Produzione
Con il termine produzione si intende l'insieme di operazioni necessarie a trasformare un bene in un altro bene differente dal primo. Dal punto di vista archeologico si può estendere questo concetto in una dimensione più pratica affermando che con produzione si intendono le operazioni necessarie a trasformare una materia prima in un manufatto.

La produzione si configura quindi come un insieme di procedimenti, che richiedono determinate scelte tecniche, spazi, attrezzature, finalizzati alla realizzazione di un oggetto con determinate caratteristiche, per cui più il manufatto è difficile da realizzare, più il ciclo produttivo diventa complicato.

### Cicli produttivi complessi
Semplificando, un ciclo produttivo è una sequenza di operazioni necessarie alla realizzazione di un prodotto finito. Ad ogni operazione corrisponde un'azione, o una serie di azioni, potenzialmente rintracciabili archeologicamente.

La concezione ideale di un processo di lavoro è una sequenza di tipo lineare in cui all'operazione A segue l'operazione B, che a sua volta è seguita dalle operazioni C e D, in un semplice rapporto temporale di prima-dopo; questo modello esemplificativo non risponde però ai reali processi di lavoro: il ciclo di lavorazione della pietra, ad esempio, sembra soddisfare questo schema in quanto richiede gli stessi tipi di conoscenze ed operazioni, che si susseguono dalla cava all'oggetto finito cambiando solo le dimensioni degli strumenti, dai più grossolani ai più fini. Tuttavia anche in questa semplicità tale ciclo, in una realtà preindustriale, si complica se teniamo in considerazione fattori quali gli spazi di lavoro e la loro manutenzione, i tempi di lavorazione, la suddivisione delle operazioni tra più persone, ecc.

Un ciclo produttivo può quindi configurarsi come una sequenza discontinua, quando alcune operazioni possono essere momentaneamente sospese in taluni punti critici; testimonianza di queste interruzioni si può osservare ad esempio in ripostigli di prodotti semifiniti.

Diversi livelli di competenza tecnica nei processi di lavoro si esplicano in sequenze a diramazione divergente, in cui all'operazione A possono seguire in due piani paralleli e contemporanei le operazioni B e B', che possono in seguito convergere nell'operazione C o dare seguito a due procedimenti distinti fino alla fine.

Sequenze di lavoro ancora più complesse sono quelle che prevedono un'interconnessione tra cicli produttivi diversi o processi di riciclaggio; ad esempio la produzione di ceramica invetriata prevede al normale ciclo di produzione ceramica la connessione con il procedimento di lavorazione della vetrina.